# Coccoloba tiliacea
Coccoloba tiliacea är en slideväxtart som beskrevs av Gustav Lindau. Coccoloba tiliacea ingår i släktet Coccoloba och familjen slideväxter. Inga underarter finns listade i Catalogue of Life.